# Nakuru
Nakuru és una ciutat de Kenya, capital de la província de Rift Valley. El 2019 tenia 570.674 habitants i és la tercera ciutat del país. Està a 1.850 metres a sobre del nivell del mar.

## Economia
L'agricultura i el turisme són les activitats principals d'aquesta ciutat. L'àrea que envolta la ciutat té un gran potencial per l'agricultura, ja que hi ha petites granges escampades pel territori. Els cultius principals són el cafè, el blat i les faves, entre d'altres. Aquestes collites proporcionen matèria primera per a les indústries.

## Personalitats notables
- Amon Bazira, polític i panafricanista.